# Sedinginan
Sedinginan is een bestuurslaag in het regentschap Rokan Hilir van de provincie Riau, Indonesië. Sedinginan telt 5091 inwoners (volkstelling 2010).